# Živko Živković
Živko Živković (Užice, 14 de abril de 1989) es un futbolista serbio que juega de portero en el Panetolikos de la Superliga de Grecia.

## Selección nacional
Živković fue internacional sub-17 con la selección de fútbol de Serbia y Montenegro, y posteriormente fue internacional sub-19, sub-20 y sub-21 con la selección de fútbol de Serbia.

## Clubes
| Club                                 | País   | Año       |
| ------------------------------------ | ------ | --------- |
| Partizán de Belgrado                 | Serbia | 2007-2016 |
| F. K. Teleoptik (cedido)             | Serbia | 2007      |
| FK Metalac Gornji Milanovac (cedido) | Serbia | 2008-2010 |
| FK Metalac Gornji Milanovac (cedido) | Serbia | 2011-2012 |
| F. K. Teleoptik (cedido)             | Serbia | 2012      |
| Xanthi A. O.                         | Grecia | 2016-2019 |
| PAOK de Salónica                     | Grecia | 2019-2024 |
| Anorthosis Famagusta                 | Chipre | 2024-2025 |
| Panetolikos                          | Grecia | 2025-     |

## Palmarés

### Títulos nacionales
| Título              | Club                 | País   | Año  |
| ------------------- | -------------------- | ------ | ---- |
| Superliga de Serbia | Partizán de Belgrado | Serbia | 2008 |
| Copa de Serbia      | Partizán de Belgrado | Serbia | 2008 |
| Superliga de Serbia | Partizán de Belgrado | Serbia | 2011 |
| Copa de Serbia      | Partizán de Belgrado | Serbia | 2011 |
| Superliga de Serbia | Partizán de Belgrado | Serbia | 2013 |
| Superliga de Serbia | Partizán de Belgrado | Serbia | 2015 |
| Copa de Grecia      | PAOK de Salónica     | Grecia | 2021 |
| Superliga de Grecia | PAOK de Salónica     | Grecia | 2024 |